# Pašinovice
Pašinovice (dříve též Pašňovice či Pašiněvice) jsou vesnice, část obce Komařice v okrese České Budějovice v Jihočeském kraji. Nachází se asi jeden kilometr jihozápadně od Komařic. Je zde evidováno 69 adres. V roce 2011 zde trvale žilo 62 obyvatel.
Pašinovice je také název katastrálního území o rozloze 2,13 km².

## Historie
První písemná zmínka o vesnici pochází z roku 1371, kdy je zmiňován místní zeman Oldřich Pašinovic, po něm 1380 Čeněk Pašinovic a jeho syn Pešík. Oba zemřeli 1414. Pašinovice zdědil příbuzný Oldřich. Více není o těchto majitelích známo, byla však v dobrém či příbuzenském vztahu s majiteli Komařic. Rytíř Beneš IV. z Komařic zdědil Pašinovice v roce 1457.
Ves vždy patřila pod panství a později obec Komařice, s výjimkou několika desetiletí samostatnosti ve 20. století. Pašinovice patří do farnosti Střížov, kde byla pro Pašinovice vedena matrika.
Název se v průběhu let měnil na Pašnovice či Pašíněvice.

## Obyvatelstvo
| Rok            | 1869 | 1880 | 1890 | 1900 | 1910 | 1921 | 1930 | 1950 | 1961 | 1970 | 1980 | 1991 | 2001 | 2011 | 2021 |
| -------------- | ---- | ---- | ---- | ---- | ---- | ---- | ---- | ---- | ---- | ---- | ---- | ---- | ---- | ---- | ---- |
| Počet obyvatel | 199  | 239  | 240  | 247  | 267  | 208  | 189  | 154  | 133  | 96   | 68   | 36   | 25   | 62   | 76   |
| Počet domů     | 32   | 34   | 36   | 38   | 39   | 39   | 45   | 53   | 43   | 37   | 30   | 45   | 48   | 49   | 47   |

## Obecní správa
Při sčítání lidu v letech 1850–1923 Pašinovice byly osadou obce Komařice v okrese České Budějovice (v letech 1850–1910 Budějovice). V letech 1923–1964 byly samostatnou obcí, se kterým patřily nejprve do okresu České Budějovice, ale v roce 1950 v okrese Trhové Sviny a od roku 1960 v okrese České Budějovice. Od 14. června 1964 do 30. června 1985 byly znovu částí obce Komařice v okrese České Budějovice. Od 1. července 1985 do 23. listopadu 1990 byly částí obce Strážkovice v okrese České Budějovice. Od 24. listopadu 1990 jsou opět částí obce Komařice v okrese České Budějovice.

## Osobnosti
- Augustin Podolák (1912 – 1991), doktor filozofie, licenciát teologie a druhý biskup české starokatolické církve

## Zajímavosti
- Pašínovická louka
- Zvonička se zvonem z roku 1886. Zvon pochází údajně z osady Hamr. Roku 1942 byl zkonfiskován pro válečné účely, ale po válce byl opět nalezen v Praze a navrácen.
- kaplička
- Rybářská bašta čp. 15
- Nový mlýn čp. 17 se zámeckou vilou

## Fotogalerie

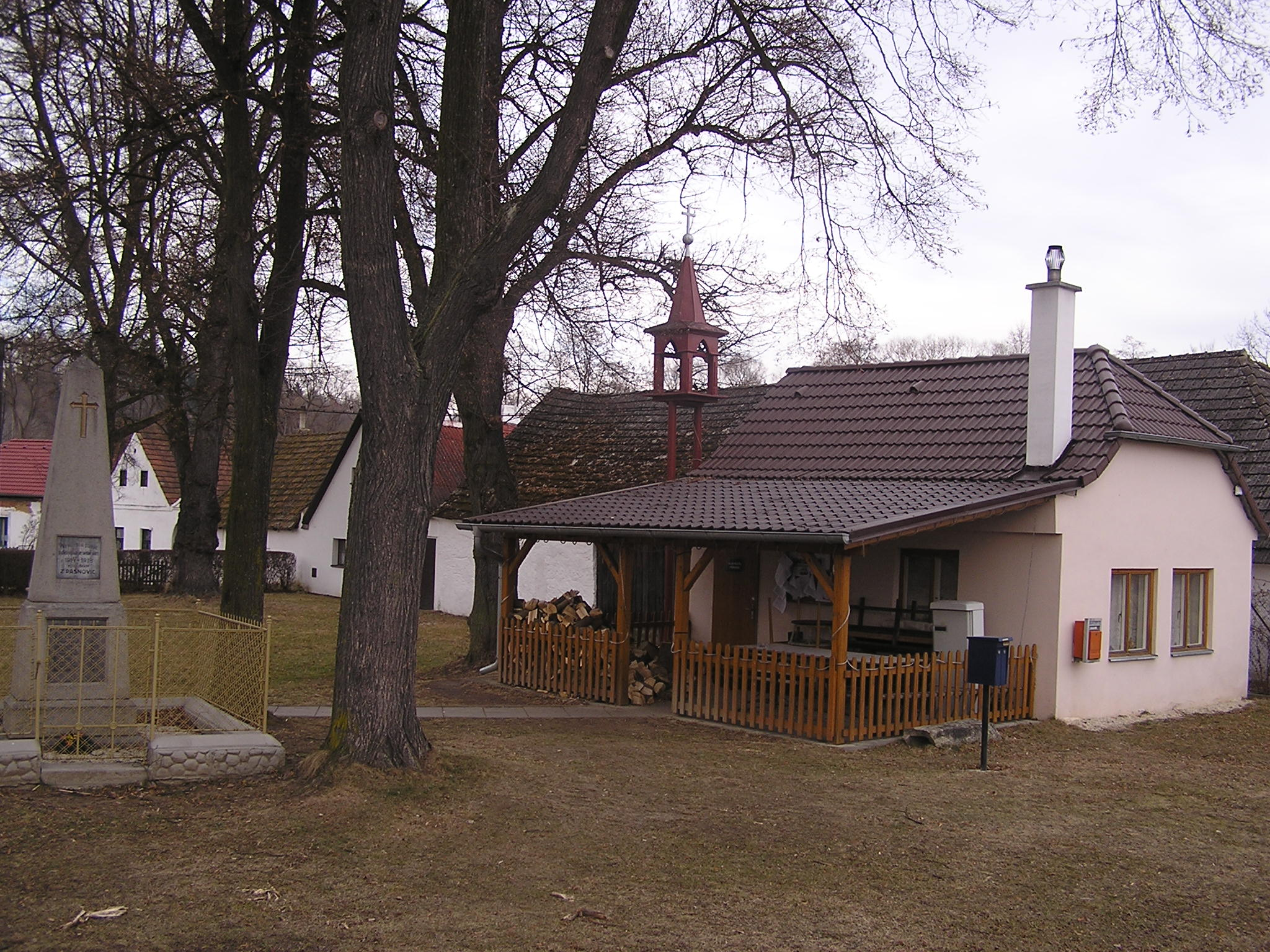
Zvonička
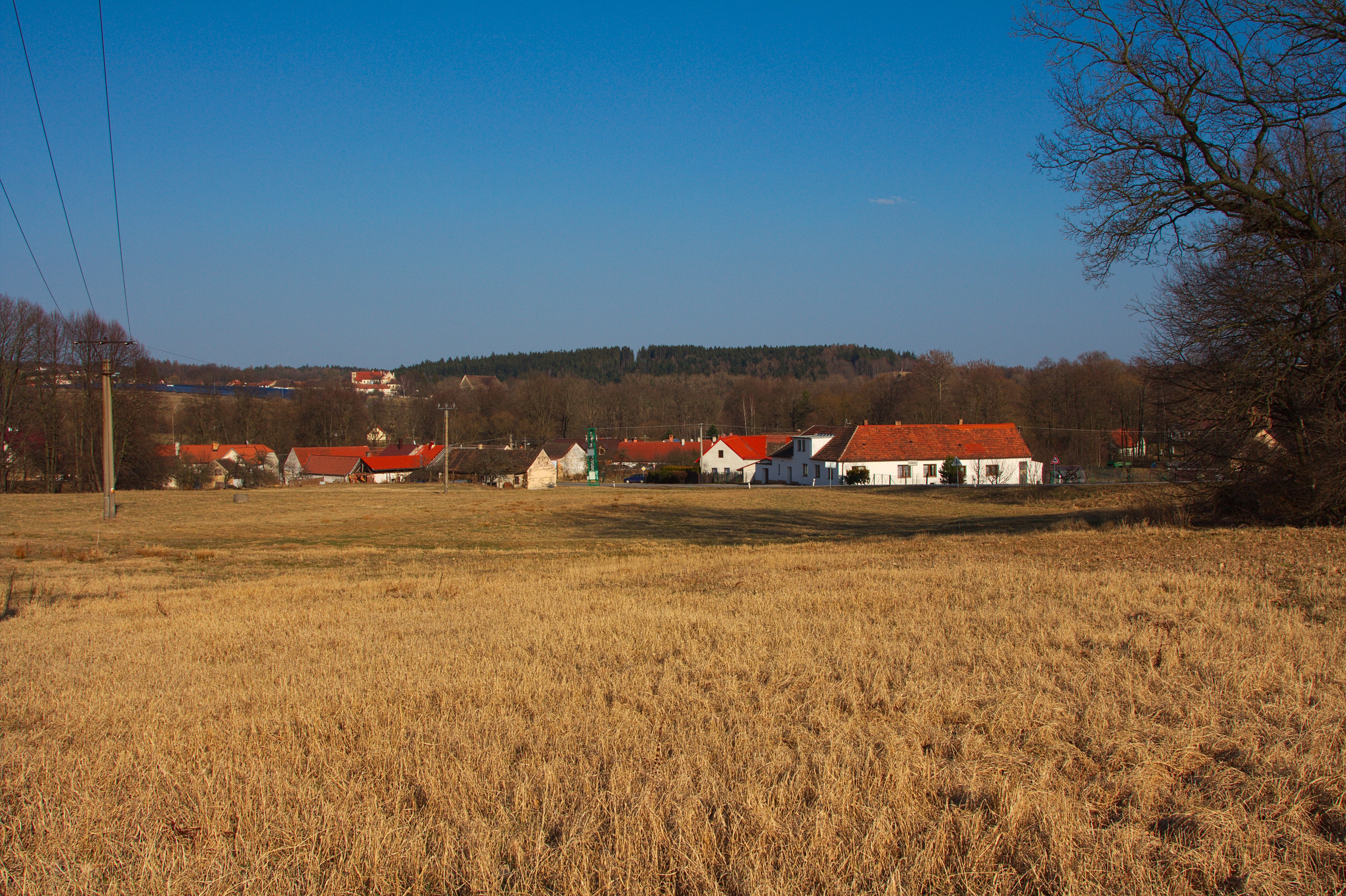
Pohled na vesnici od PP Pašínovická louka